# Isadelphus cressonii
Isadelphus cressonii är en stekelart som först beskrevs av Riley 1869.  Isadelphus cressonii ingår i släktet Isadelphus och familjen brokparasitsteklar. Inga underarter finns listade i Catalogue of Life.